# Hoplitis brevispora
Hoplitis brevispora là một loài Hymenoptera trong họ Megachilidae. Loài này được Warncke mô tả khoa học năm 1992.